# Tripospermum pinophilum
Tripospermum pinophilum är en svampart som först beskrevs av Neger, och fick sitt nu gällande namn av Borowska 1973. Tripospermum pinophilum ingår i släktet Tripospermum och familjen Capnodiaceae.   Inga underarter finns listade i Catalogue of Life.